# 小佐手信忠
小佐手 信忠（おさて のぶただ）は、江戸時代前期の武士。江戸幕府旗本。

## 経歴・人物
寛永16年（1639年）家督を継ぎ、大番に列す。寛文2年10月3日（1662年11月13日）より神田の館にて使役として徳川綱吉に仕える。のち蔵米300俵を加えられ禄高500俵となった。